# Robert Wielockx
Robert Wielockx (Balen, 15 december 1942 - Mol, 30 juni 2024) was een Belgische priester, mediëvist, professor in de filosofie en theologie en lid van de Pauselijke Academie van Sint Thomas van Aquino.

## Biografie
Robert Wielockx studeerde aan het Sint-Jan Berchmanscollege te Mol en het Grootseminarie van het aartsbisdom Mechelen. Hij werd op 4 september 1966 in Olmen tot priester gewijd voor het bisdom Antwerpen. Hij behaalde een doctoraat in de theologie aan de Pauselijke Universiteit Gregoriana in 1971 en een doctoraat in de filosofie aan de Katholieke Universiteit Leuven in 1981. Vervolgens werd hij medewerker aan het Albertus Magnus Instituut te Bonn (1981-1988) en docent aan de Katholieke Universiteit Leuven (1988-1995). Vanaf 1997 tot 2018 doceerde hij middeleeuwse filosofie en theologie aan de Pauselijke Universiteit van het Heilig Kruis te Rome. Hij was lid van de Editio Leonina te Parijs sinds 1995, verantwoordelijk voor de kritische editie van de werken van Sint-Thomas van Aquino en sinds 16 november 1999 een effectief lid van de Pauselijke Academie van Sint Thomas van Aquino. Hij overleed op 30 juni 2024 te Mol en de uitvaart vond plaats in de Sint-Pieter en Pauwelkerk te Mol op 5 juli 2024 gevolgd door de teraardebestelling op de begraafplaats van Olmen-Balen.

## Publicaties (selectie)
- L'amour, milieu de l'absolu: essai sur Henri de Gand. Dissertatie Pontificia università Gregoriana 1971.
- La discussion scolastique sur l'amour d'Anselme de Laon à Pierre Lombard d'après les imprimés et les inédits. Dissertatie KULeuven 1981.
- La sentence “De caritate” et la discussion scolastique sur l’amour, in Ephemerides Theologicae Lovanienses 58 (1982), pp. 50-86, pp. 334-365; 59 (1983), pp. 26-45.
- Henrici de Gandavo, Quodlibet II, Leuven, 1985.
- Aegidius Romanus, Apologia. Edition et commentaire, Firenze, 1985.
- Autour du procès de Thomas d’Aquin, in A. Zimmermann (ed.), Thomas von Aquin. Werk und Wirkung im Licht neuerer Forschungen (Miscellanea Mediaevalia, 19), Berlin, 1988, pp. 413-438.
- Zur “Summa theologiae” des Albertus Magnus, in Ephemerides Theologicae Lovanienses, 66 (1990), pp. 78-110.
- Saint Bernard et saint Thomas face à 1 Jn 3, 9, in A. Lobato (ed.), “Littera, sensus, sententia”. Studi in onore del Prof. Clemente J. Vansteenkiste O.P. (Studia Universitatis S. Thomae in Urbe, 33), Milano, 1991, pp. 661-670.
- Jean 4, 46-54 selon Thomas d’Aquin et Jean Pecham, in F. Van Segbroeck, C.M. Tuckett, G. Van Belle, J. Verheyden, The Four Gospels. Festschrift Frans Neirynck (Bibliotheca Ephemeridum Theologicarum Lovaniensium, 100), Leuven, 1992, pp. 2433-2462.
- A Separate Process against Aquinas. A Response to John F. Wippel, in J. Hamesse (ed.), Roma, magistra mundi. Itineraria culturae medievalis. Festschrift L.E. Boyle (Fédération Internationale des Instituts d’Études Médiévales. Textes et Études du Moyen Âge, 10, 1-3), vol. 2, Louvain-la-Neuve, 1998, pp. 1009-1030.
- Poetry and Theology in the ‘Adoro te deuote’: Thomas Aquinas on the Eucharist and Christ’s Uniqueness, in K. Emery, Jr. and J. Wawrykow (eds.), Christ Among the Medieval Dominicans. Representations of Christ in the Texts and Images of the Order of Preachers (Notre Dame Conferences in Medieval Studies, 6), Notre Dame, 1998, pp. 157-174.
- “Ego sum veritas”: Autour de l’exégèse thomasienne de Jn 14,6, in Doctor Communis, NS 2, 2002, pp. 294-307.
- Limites et ressources de l’exégèse thomasienne: Thomas d’Aquin sur Jn 4,46-54, in Annales Theologici, 18 (2004), pp. 426-447.
- “Adoro te deuote”: Zur Lösung einer alten Crux, in Annales Theologici, 21 (2007), pp. 101-140.
- Goffredo di Fontaines, aspirante baccelliere sentenziario: le autografe “Notule de scientia theologie” e la cronologia del ms. Paris BnF lat. 16297 (Corpus Christianorum. Autographa Medii Aevi, 5), Turnhout, 2008.
- Boethii Daci, Quaestiones super librum de anima I - II, Havniae 2009.
- Au sujet du commentaire de saint Thomas sur le "Corpus paulinum": critique littéraire, in: Doctor communis (2009), pp. 150-184.
- Les brefs traités zoologiques d'Aristote. Histoire gréco-latine du texte: de la Grande Grèce, par l'Italie, à Paris, in: Bulletin de philosophie médiévale 53 (2011), pp. 3-39.
- Trois notes sur les textes de S. Thomas au sujet de la foi théologale, in: Doctor communis (2014), pp. 109-126.
- L'uso degli insegnamenti dei santi nell'argomentazione teologica di san Tommaso d'Aquino, in López Díaz, Javier (ed.), San Josemaría e il pensiero teologico, Roma, Edizioni Università della Santa Croce, 2014, pp. 81-106.
- S. Thomas sur le rapport entre la vertu de religion et les fondements d'une théologie de la liturgie, in: Doctor communis (2016), pp. 146-155
- San Tommaso su certezza e libertà, in: Annales theologici 30 (2016), pp. 45-66.
- A Scribe of Four Scholars, in: Bulletin de philosophie médiévale 58 (2016), pp. 89-99.

- Biblioteca Nacional de España: XX4610383
- Bibliothèque nationale de France: cb13516393r (data)
- CiNii: DA06050737
- Gemeinsame Normdatei: 1054159076
- International Standard Name Identifier: 0000 0000 6133 1621
- Library of Congress Control Number: n84179322
- Nationale Bibliotheek van Israël: 987007301879105171
- Nederlandse Thesaurus van Auteursnamen: 073228893
- Système universitaire de documentation: 050126709
- Virtual International Authority File: 59239846
- WorldCat: E39PBJkxMHwj8KBvwfdhJvCCwC